# Улица Фотиевой
Улица Фо́тиевой — улица в Юго-Западном административном округе города Москвы. Расположена между комплексом зданий бывшего ВЦСПС (сейчас ФНПР) и Ломоносовским проспектом, параллельно Ленинскому проспекту, пересекает Университетский проспект, Молодёжную улицу, также примыкает проектируемый проезд 488. Нумерация домов начинается от центра города. При этом, нельзя проехать из одной половины ул. Фотиевой в другую, пересекая Университетский проспект, так как посередине Университетского проспекта проходит широкая полоса зелёных насаждений с пешеходными дорожками и нужно объезжать через разворот.

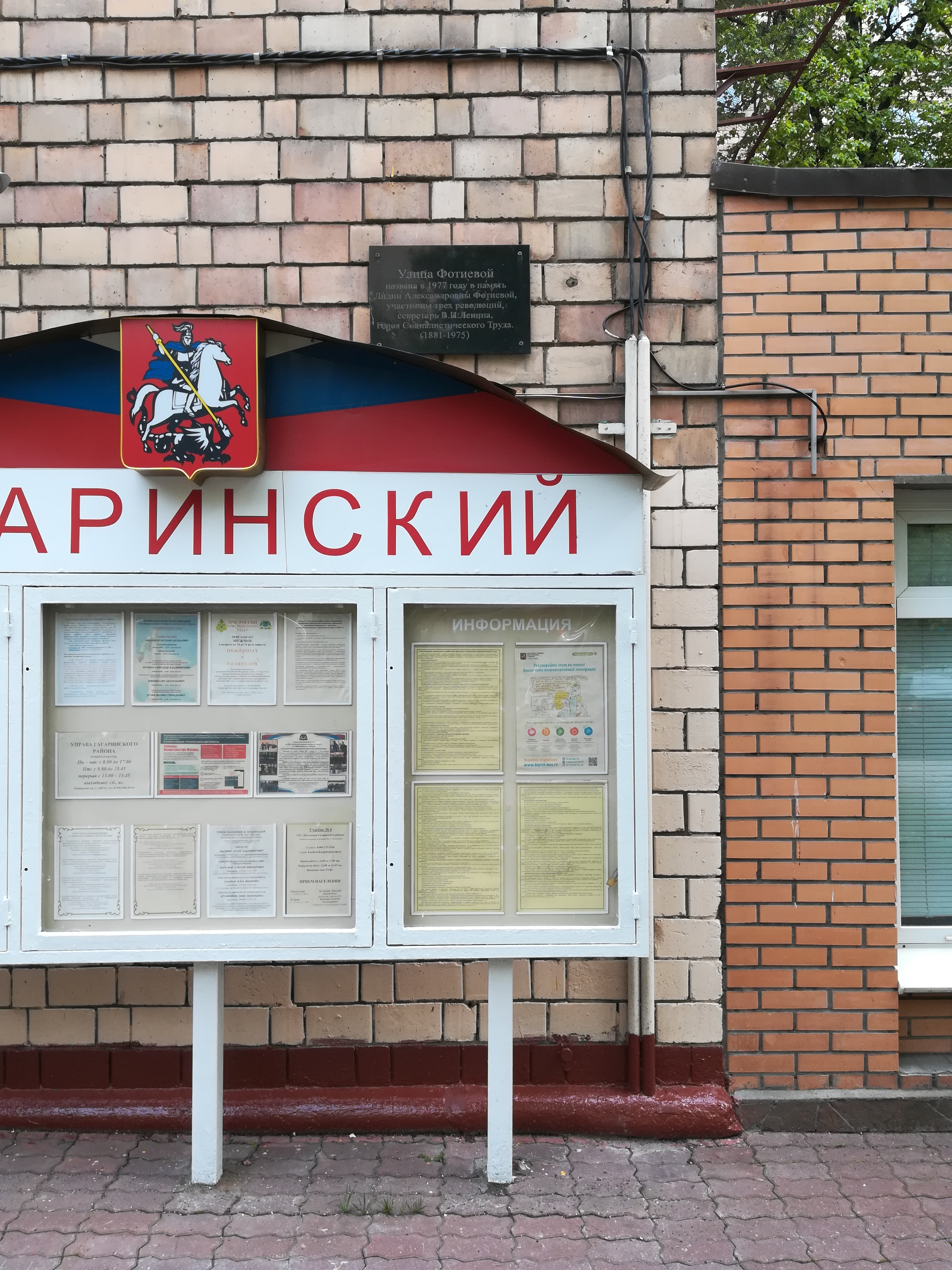
Доска с указанием названия улицы на доме 68/10 по Ленинскому проспекту

## Происхождение названия
Названа в память о 60-й годовщине Великой Октябрьской социалистической революции 2 декабря 1977 года в честь участницы революционного движения, личного секретаря В. И. Ленина Л. А. Фотиевой.

## История
Улица возникла в 1957 году при застройке 25-го квартала Юго-Западного района. Долгое время названия не имела и считалась внутриквартальным проездом, так как проходит с тыльной стороны чётных номеров домов, выходящих на Ленинский проспект. В 1977 году несколько домов сменили номера и вместо Ленинского проспекта стали относиться к вновь названной улице. Так, дом № 48A получил № 3, а № 56 — № 7.

## Здания и сооружения
По нечётной стороне:
- № 3, 7 — Экспериментальные дома с малометражными квартирами (1957, архитекторы Л. Павлов, Л. Гончар, инженер К. Замощин)[3]
- № 9 — ОВД «Гагаринский»
- № 11 — Детский сад № 2041

По чётной стороне:
- № 6 — Родильный дом № 25
- № 8 — Детский сад № 1243
- № 10 — Поликлиника № 2 ЦКБ РАН
- № 12 — Детский сад № 1231
- № 14 к 1 — Школа № 1265
- № 14 к 3 — Школа № 1260
- № 16 — Детский сад № 1265 (ранее 547)
- № 16 к 2 — Плавательный бассейн «Пионер»
- № 18 — Лицей «Вторая школа»

## Галерея

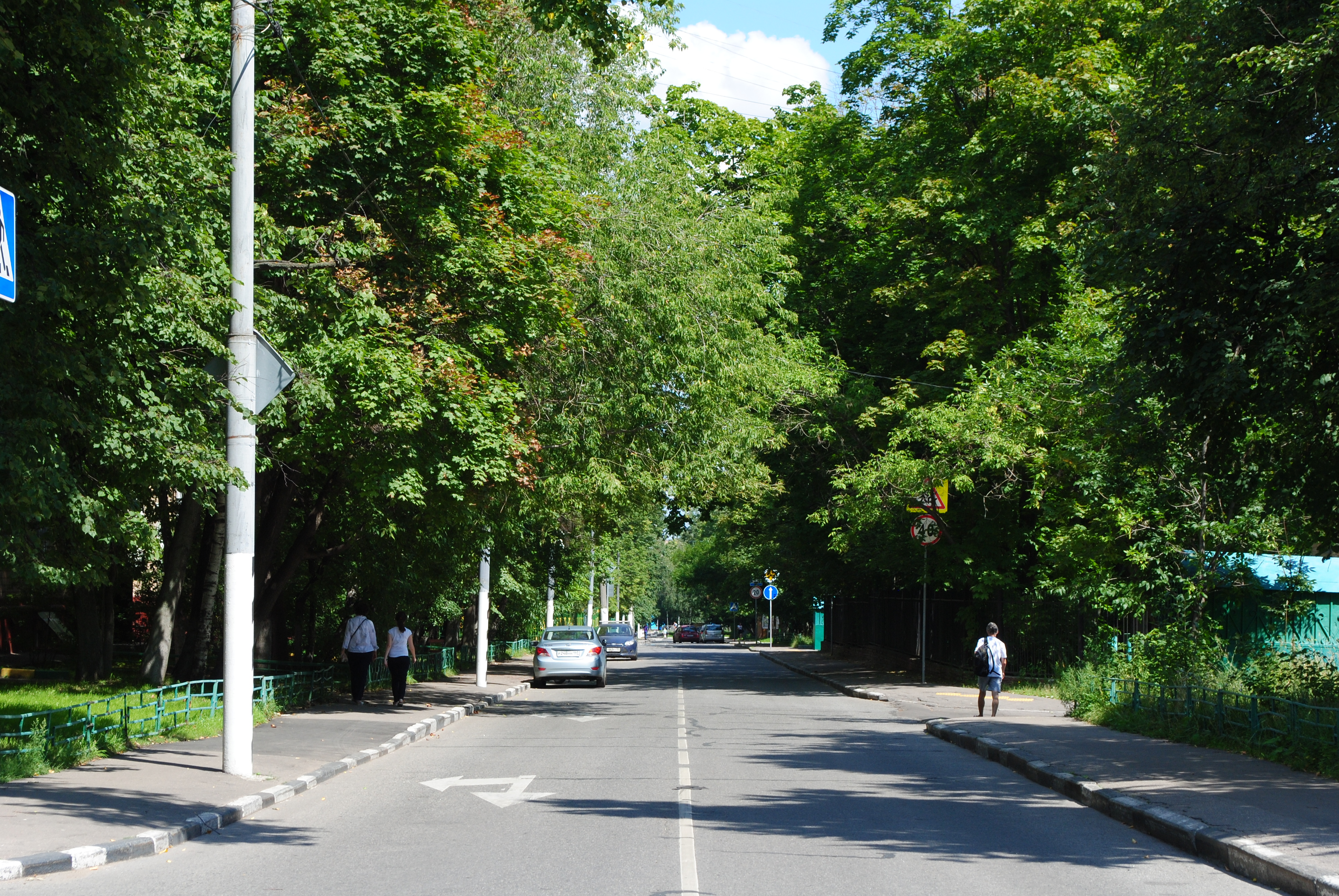
Улица Фотиевой (вид от Молодёжной улицы в сторону Университетского проспекта)
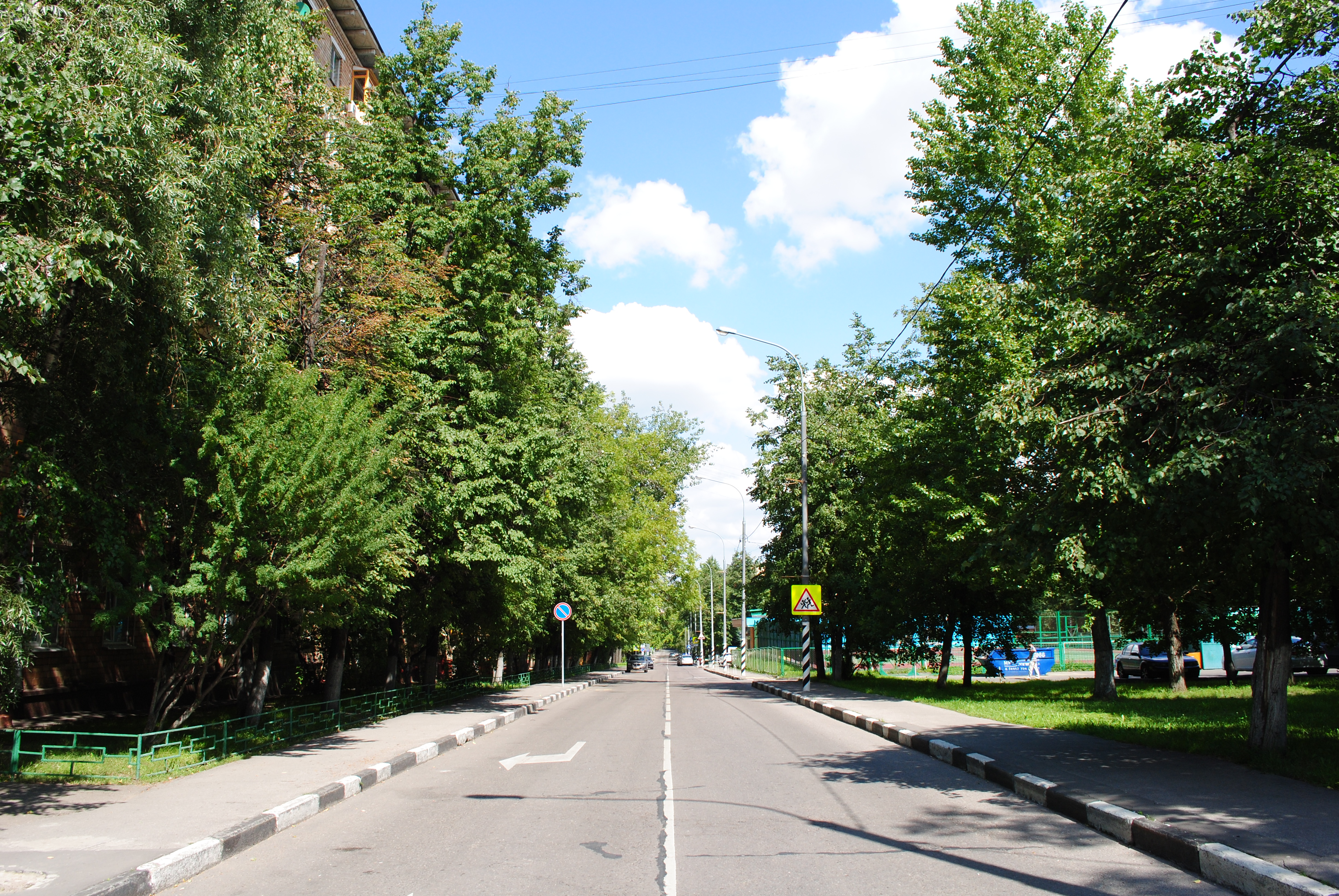
Улица Фотиевой (вид от Университетского проспекта в сторону площади Академика Тамма)
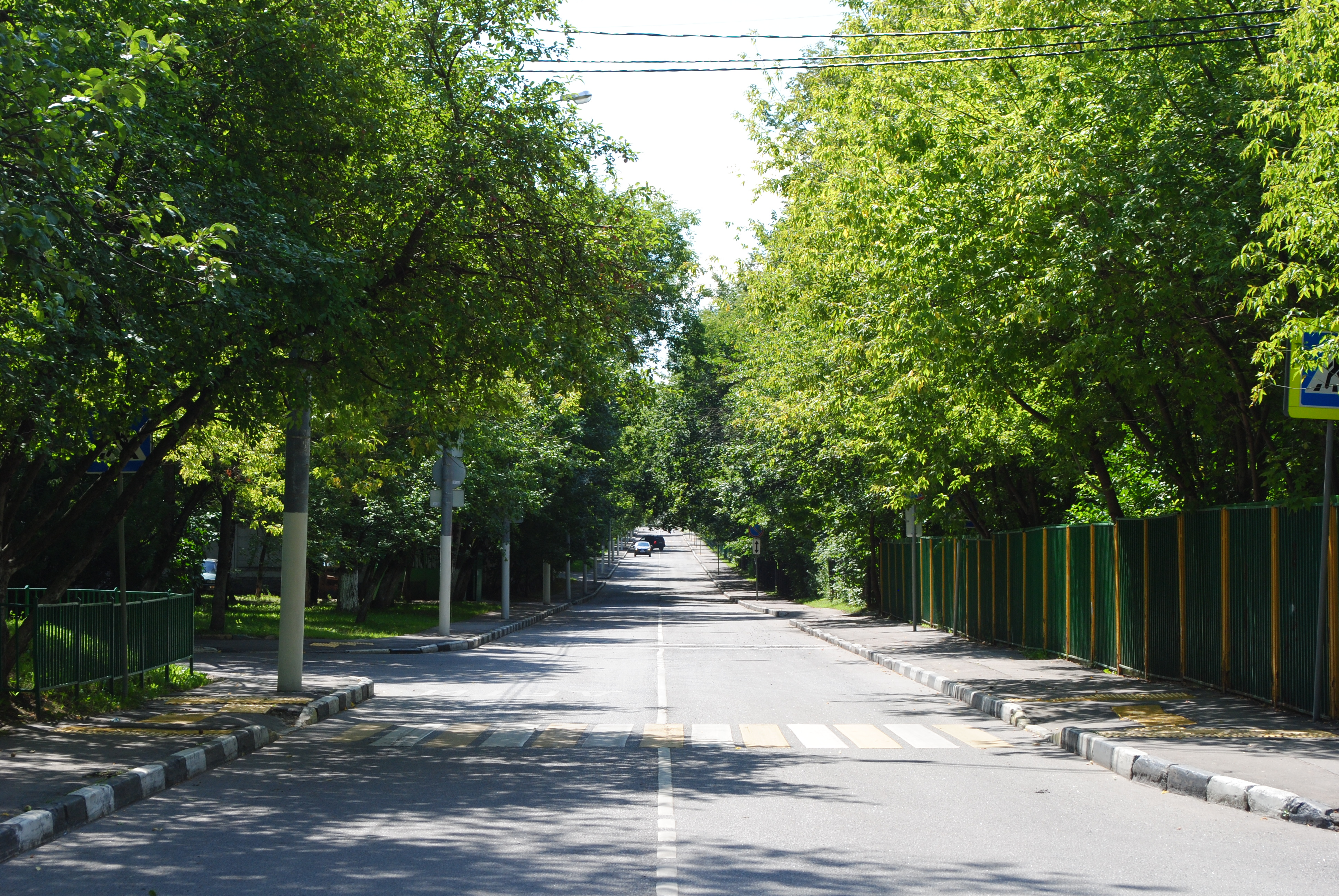
Улица Фотиевой (вид от площади Академика Тамма в сторону Университетского проспекта)

## Транспорт
По улице Фотиевой маршруты общественного транспорта не проходят. На Ломоносовском проспекте расположены остановки трамваев 14, 26, 39, автобусов 67, 103, 119, 130, 434, 457, 487, 845, 908, т4, т49. На Университетском проспекте находятся остановки автобусов 57, 111.